# باشگاه فوتبال اف‌سی فرانکفورت
باشگاه فوتبال اف‌سی فرانکفورت (به آلمانی: 1. FC Frankfurt) باشگاه فوتبالی است که در شهر فرانکفورت در ایالت براندنبورگ قرار گرفته و در سال ۱۹۹۱ تأسیس شده‌است.